# Ildar Arslànov
Ildar Rinàssovitx Arslànov (en rus Ильдар Ринасович Арсланов) (Aguidel, Baixkíria, 6 d'abril de 1994) és un ciclista rus, professional des del 2014 i actualment a l'equip Gazprom-RusVelo.

## Palmarès
- 2011
  -  Campió de Rússia júnior en ruta
  - 1r al Giro de Basilicata
- 2012
  -  Campió de Rússia júnior en ruta
  -  Campió de Rússia júnior en contrarellotge
  - 1r al Lieja-La Gleize
- 2014
  - Vencedor d'una etapa al Giro de la Vall d'Aosta